# Katastrofa lotu UTair 579
Katastrofa lotu UTair Aviation 579 – wypadek lotniczy samolotu Boeing 737-8AS, należącego do linii lotniczych UTair Aviation, do którego doszło 1 września 2018 w Soczi w Rosji. Pośrednio w wyniku wypadku śmierć poniosła 1 osoba – pracownik lotniska.

## Wypadek
Załoga samolotu przerwała dwa podejścia, z powodu burzy, jaka miała miejsce nad lotniskiem w Soczi. Podczas trzeciej próby wylądowania, samolot wyleciał z pasa, przebił ogrodzenie lotniska i zatrzymał się na rzece Mzymta i zapalił się.
18 osób zostało rannych, z powodu oparzeń i zatruciem tlenkiem węgla.
Podczas akcji ratowniczej jeden z pracowników lotniska zmarł na zawał serca.

## Dochodzenie
12 grudnia 2019 roku Międzypaństwowy Komitet Lotniczy opublikował raport końcowy w sprawie wypadku, w którym poinformowano, że prawdopodobną przyczyną wypadku było zignorowanie przez załogę powtarzających się ostrzeżeń o uskoku wiatru oraz decyzja o lądowaniu na pasie startowym, gdy warunki tego zabraniały.
Czynniki przyczyniające się do katastrofy obejmowały naruszenie standardowych procedur operacyjnych, niewłaściwe użycie autopilota, słabe przeszkolenie załogi i późne rozmieszczenie spojlerów.